# Family Values Tour 2006
Family Values Tour 2006 fue un tour musical veraniego dirigido por Korn. El tour comenzó originalmente en 1998.

## Reseña
Originalmente concebido como un tour anual, el Family Values regresó en el 2006 tras cinco años de suspensión.
En total presentó a 10 bandas en dos escenarios diferentes, con los californianos Droid haciendo aparición en ciertos shows. Korn, los creadores del Tour, dirigieron el espectáculo del 2006 con los Deftones como coestelares.
El 30 de julio, cuando el tour estuvo en Atlanta, Georgia, un fan fue muy seriamente golpeado sobre un sombrero de béisbol por otro asistente al concierto durante el turno de Deftones. La víctima, un lugareño de 30 años Andy Richardson, murió más tarde como resultado de las heridas en el Hospital Grady Memorial. El acusado, Michael Scott Axley, de 25 años, ha ido a la corte desde entonces. "Todas las bandas del Tour ofrecen sus más sinceras condoleciencias y oraciones para la familia de Andy Richardson de 30 años", se leyó en una declaración oficial de Korn.
Más de 400 000 entusiastas fanes se unieron al Family Values Tourn para la maratón de espectáculos por 30 ciudades.
Lamentablemente se cancelaron dos presentaciones durante la gira. Una en Wantagh, Nueva York, debido al terrible clima que inundó por completo el piso del teatro Jones Beach. La segunda cancelación fue en Virginia Beach por razones aún desconocidas.
El tour trajo muchas sorpresas para los fanes con apariciones especiales, como el bajista de Slipknot Paul Gray y el líder de Filter Richard Patrick interpretando "Hey Man, Nice Shot", o el líder de Deftones Chino Moreno cantando "Wicked" o al cantante Corey Taylor de Slipknot o Stone Sour haciendo su versión en vivo de "Freak on a Leash" junto a KoRn.
El bajista de Korn, "fieldy" Reginal Arvizu fue además forzado a entrar al escenario en lugar del guitarrista James "Munky" Shaffer durante la canción "Blind", luego de que se reconociera que éste estaba borracho y tuviera que dejar el escenario.

## Lista oficial de Bandas presentes

### Escenario principal
Korn (Titular) 

Deftones (Cotitular)

Stone Sour

Flyleaf

Dir en grey

### Escenario secundario
10 Years

Deadsy

Bury Your Dead

Bullets and Octane

Walls of Jericho